# سانغيث سيفان
سانغيث سيفان (1958/1959 - 8 مايو 2024) مخرج سينمائي وكاتب سيناريو هندي عمل في صناعات الأفلام المالايالامية والهندية.
اشتهر بإخراج فيلم فويام (1990)، يودا (1992)، وكيا كوول هاي هم (2005)، و ياملا باجلا ديوانا (2013).

## حياة مهنية
بدأ حياته المهنية عندما عينه باسو بهاتاشاريا كمنتج تنفيذي للفيلم الإخراجي الأول لابنه راخ، وكان من بطولة عامر خان وبانكاج كابور. وسرعان ما ظهر لأول مرة في الإخراج مع الفيلم المالايالامي الناجح فويام بطولة راجوفاران. منحه فيلمه الإخراجي الثاني يودا شهرة واسعة على مستوى الأمة. بعد إخراج أكثر من ستة أفلام مالايالامية، أخرج أول فيلم بوليوود له، زور، من بطولة سوني ديول. ومع ذلك، لم يكن أداء الفيلم جيدًا في شباك التذاكر، لكن قدرة سانغيت الإخراجية كانت موضع تقدير كبير من قبل العديد من المنتجين. بعد فجوة قصيرة بدأ العمل في فيلم سانديا للمخرج جاكي شروف، تلاه فيلم تشوريا ليلا هاي تومني.
في عام 2012، ذهب سيفان إلى المملكة المتحدة لإخراج الكوميديا ياملا باجلا ديوانا 2 مع عائلة ديول.

## حياته الشخصية
تزوج سانغيت من امرأة تدعى جاياشري وأنجب ولدين هُما ساجانا وشانتانو.

## وفاته
توفي سيفان في 8 مايو 2024، عن عمر ناهز الخامسة والستين. وكان على وشك إخراج كابكابي، النسخة الهندية الجديدة من الفيلم المالايالامي رومانشام وقت وفاته.

## روابط خارجية
لم يتم العثور على روابط لمواقع التواصل الاجتماعي.

- سانغيث سيفان على موقع IMDb (الإنجليزية)
- سانغيث سيفان على موقع أول موفي (الإنجليزية)
- سانغيث سيفان على موقع قاعدة بيانات الفيلم (الإنجليزية)
- سانغيث سيفان على موقع كينوبويسك (الروسية)